# Ypresien
| Systeem Periode                            | Serie Tijdvak | Etage Tijdsnede | Ouderdom (Ma) |
| ------------------------------------------ | ------------- | --------------- | ------------- |
| Neogeen                                    | Mioceen       | Aquitanien      | jonger        |
| Paleogeen                                  | Oligoceen     | Chattien        | 23,03–28,1    |
| Paleogeen                                  | Oligoceen     | Rupelien        | 28,1–33,9     |
| Paleogeen                                  | Eoceen        | Priabonien      | 33,9–38,0     |
| Paleogeen                                  | Eoceen        | Bartonien       | 38,0–41,3     |
| Paleogeen                                  | Eoceen        | Lutetien        | 41,3–47,8     |
| Paleogeen                                  | Eoceen        | Ypresien        | 47,8–56,0     |
| Paleogeen                                  | Paleoceen     | Thanetien       | 56,0–59,2     |
| Paleogeen                                  | Paleoceen     | Selandien       | 59,2–61,6     |
| Paleogeen                                  | Paleoceen     | Danien          | 61,6–66,0     |
| Krijt                                      | Boven         | Maastrichtien   | ouder         |
| Indeling van het Paleogeen volgens de ICS. |               |                 |               |

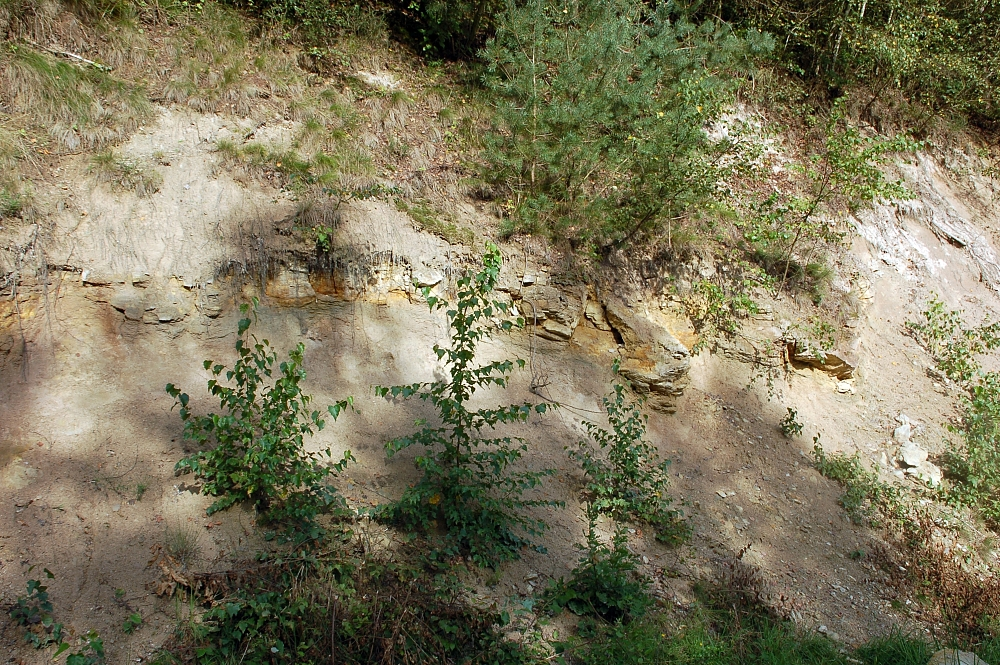
Gesteentelagen van Ypresien ouderdom bij de Duitse Messelgroeve.

Het geologisch tijdperk Ypresien (Vlaanderen: Ypresiaan of Ieperiaan) is een onderverdeling van het Eoceen. Het is daarin de eerste tijdsnede of de onderste etage. Het Ypresien duurde van 56,0 tot 47,8 Ma. Het komt na het Thanetien, de bovenste etage in het Paleoceen. Boven het Ypresien komt het Lutetien.

## Naamgeving en definitie
Het Ypresien werd voor het eerst beschreven door de Belgische geoloog André Dumont in 1849. Dumont noemde de etage naar de Belgische plaats Ieper (Frans: Ypres). De huidige etage heeft echter weinig meer gemeen met de oorspronkelijke definitie. Hoewel de typelocatie zich oorspronkelijk in de buurt van Ieper bevond bevindt de golden spike voor het Ypresien zich tegenwoordig in het Dababiya-profiel in de buurt van de Egyptische stad Luxor.
De basis van het Ypresien wordt gedefinieerd door het begin van een negatieve δ13C-anomalie. De top (de basis van het Lutetien) wordt gedefinieerd door het laatste voorkomen van het foraminiferen-geslacht Hantkenina.

## Klimaat
Het Ypresien begint met het Paleocene-Eocene Thermal Maximum, een plotselinge en kortdurende opwarming van het klimaat. Naast deze korte extreem warme periode was het klimaat ook gedurende de rest van de tijdsnede zeer warm en dat zou ook in het erop volgende Lutetien zo blijven.